# Ivano Fossati

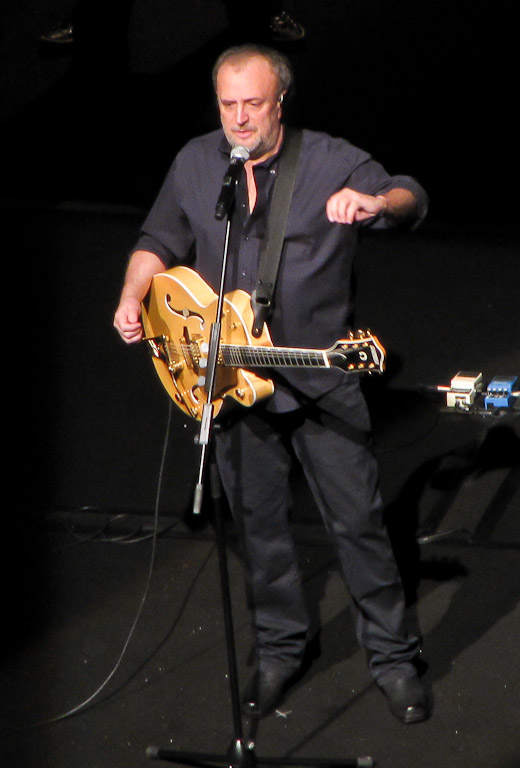
Ivano Fossati (2012)

Ivano Fossati (* 21. September 1951 in Genua) ist ein italienischer Cantautore (Liedermacher) und Rockmusiker. Er ist sechsmaliger Preisträger der Targa Tenco und konnte sich auch als Songwriter für bekannte italienische Musiker und Komponist von Filmmusik einen Namen machen.
Im Lauf seiner Karriere arbeitete Fossati mit internationalen und italienischen Musikern aus verschiedenen Genres wie Trilok Gurtu, Tony Levin, Enrico Rava, Uña Ramos, Guy Barker, Nguyên Lê, Tiziano Ferro oder Francesco De Gregori zusammen und übersetzte Liedtexte von Chico Buarque, Silvio Rodríguez, Djavan oder Supertramp.

## Karriere
Als Kind kam Fossati früh mit Musik in Berührung, im Alter von acht Jahren begann er mit dem Klavierspiel. Seine ersten Erfahrungen in der musikalischen Öffentlichkeit machte er mit italienischen Beatbands, die sich zu der Zeit vermehrt dem Progressive Rock zuwandten. 1971 nahm er mit seiner eigenen Band Delirium das Debütalbum Dolce acqua auf. Mit dem Lied Jesahel nahm die Gruppe am Sanremo-Festival 1972 teil und erreichte den sechsten Platz; in der Folge wurde das Lied ein Nummer-eins-Hit und auch das Album ein großer Erfolg. Doch Fossati war an einer Solokarriere interessiert und stieg rasch wieder aus der Band aus.
Er startete seine Solokarriere 1973 mit dem Album Il grande mare che avremmo traversato, dem rasch Poco prima dell’aurora (1974) und Good-Bye Indiana (1975) folgten. Danach wechselte er vom Label Fonit-Cetra zu RCA, wo er 1977 mit La casa del serpente debütierte. Daneben begann er, Musik für Theaterstücke und später auch vereinzelt für Filme zu schreiben. Der Durchbruch gelang Fossati 1979 mit dem noch sehr vom Rock geprägten Album La mia banda suona il rock, aus dem auch die erfolgreiche gleichnamige Single stammte. Mia Martini gewann mit dem von Fossati geschriebenen Lied E non finisce mica il cielo beim Sanremo-Festival 1982 den Kritikerpreis, woraufhin er auch als Songwriter und Musikproduzent gefragter wurde: Er schrieb Lieder für Mina, Patty Pravo, Fiorella Mannoia, Gianni Morandi, Ornella Vanoni, Anna Oxa, Loredana Bertè und viele weitere.
Mit seinen folgenden Alben begab der Musiker sich auf eine Genresuche und wandte sich zunehmend vom Rock ab. 1981 erschien Panama e dintorni, das letzte Album bei RCA. Nach einem Wechsel zu CBS setzte Fossati seine Produktion mit den Alben Le città di frontiera (1983) und Ventilazione (1984) fort. Für den Nachfolger 700 giorni wurde er 1986 mit der Targa Tenco für das Album des Jahres ausgezeichnet. La pianta del tè (mit dem Targa-Tenco-prämierten Lied Questi posti davanti al mare) leitete 1988 eine besonders erfolgreiche Schaffensphase ein, sowohl in künstlerischer als auch in kommerzieller Hinsicht: Es waren dies die Studioalben Discanto (1990), Lindbergh (1992) und Macramè (1996), alle drei mit der Targa Tenco ausgezeichnet. 1991 erschien Fossatis erstes Buch Il giullare, 1993 ein zweiteiliges Livealbum.
1996 arbeitete Fossati auch eng mit Fabrizio De André auf dessen Album Anime salve zusammen, das ebenso wie das Lied Prinçesa eine Targa Tenco gewann. 2000 meldete er sich mit dem Album La disciplina della terra zurück. Im Jahr darauf veröffentlichte er bei Sony Classical das Instrumentalalbum Not One Word, außerdem erschien das Buch Carte da decifrare. Das nächste gesungenen Studioalbum Lampo viaggiatore verfehlte 2003 nur knapp die Chartspitze, die folgende Tournee mündete 2004 in einem weiteren Livealbum. 2004 veröffentlichte er außerdem die Charitysingle Mio fratello che guardi il mondo zugunsten von Amnesty International. Mit dem Album L’arcangelo erreichte Fossati 2006 erstmals Platz eins der italienischen Albumcharts.
Nach einem Wechsel zu EMI konnte er die Erfolgsserie mit dem Album Musica moderna (2008) direkt fortsetzen. Im selben Jahr steuerte er das Lied L’amore trasparente zum Film Stilles Chaos von Antonello Grimaldi bei, das sowohl einen David di Donatello als auch einen Nastro d’Argento für den besten Filmsong gewann. Das nächste Studioalbum Decadancing erreichte 2011 erneut die Chartspitze. Zugleich mit dem Erscheinen des Albums und der Autobiografie Tutto questo futuro kündigte Fossati seinen Rückzug aus der Öffentlichkeit an. 2012 erschien noch ein letztes Livealbum, 2014 der Roman Tretrecinque. Mit der Kompilation Contemporaneo gab der Musiker 2016 nach langer Pause wieder ein musikalisches Lebenszeichen; erst 2019 kehrte er auch ins Studio zurück und nahm zusammen mit Mina das Album Mina/Fossati auf.

## Diskografie

### Studioalben
| Jahr | Titel Musiklabel, Katalog-Nr.                       | Höchstplatzierung, Gesamtwochen, AuszeichnungChartplatzierungen (Jahr, Titel, Musiklabel, Katalog-Nr., Platzierungen, Wochen, Auszeichnungen, Anmerkungen) | Höchstplatzierung, Gesamtwochen, AuszeichnungChartplatzierungen (Jahr, Titel, Musiklabel, Katalog-Nr., Platzierungen, Wochen, Auszeichnungen, Anmerkungen) | Anmerkungen                                              |
| Jahr | Titel Musiklabel, Katalog-Nr.                       | IT | CH | Anmerkungen                                              |
| ---- | --------------------------------------------------- | --- | --- | -------------------------------------------------------- |
| 1972 | Dolce acqua Fonit, LPX 11                           | IT4 (23 Wo.)IT | — | mit Delirium                                             |
| 1973 | Il grande mare che avremmo traversato Fonit, LPX 21 | — | — |                                                          |
| 1974 | Poco prima dell’aurora Fonit, LPX 24                | — | — | mit Oscar Prudente                                       |
| 1975 | Good-Bye Indiana Fonit, LPX 38                      | — | — |                                                          |
| 1977 | La casa del serpente RCA, PL 31301                  | — | — |                                                          |
| 1979 | La mia banda suona il rock RCA, PL 31471            | IT8 (22 Wo.)IT | — |                                                          |
| 1981 | Panama e dintorni RCA, PL 31570                     | — | — |                                                          |
| 1983 | Le città di frontiera CBS                           | IT25 (1 Wo.)IT | — |                                                          |
| 1984 | Ventilazione CBS                                    | — | — |                                                          |
| 1986 | 700 giorni CBS                                      | — | — |                                                          |
| 1988 | La pianta del tè CBS                                | IT13 (10 Wo.)IT | — |                                                          |
| 1990 | Discanto Epic                                       | IT15 (5 Wo.)IT | — |                                                          |
| 1992 | Lindbergh (Lettere da sopra la pioggia) Epic        | IT9 (11 Wo.)IT | — |                                                          |
| 1996 | Macramè Columbia                                    | IT3 (15 Wo.)IT | — |                                                          |
| 2000 | La disciplina della Terra Columbia                  | IT3 (13 Wo.)IT | — | Erstveröffentlichung: 28. Februar 2000                   |
| 2001 | Not One Word Sony Classical                         | IT7 (9 Wo.)IT | — | Erstveröffentlichung: 18. Mai 2001                       |
| 2003 | Lampo viaggiatore Columbia                          | IT2 (21 Wo.)IT | — | Erstveröffentlichung: 7. Februar 2003                    |
| 2006 | L’arcangelo Sony BMG                                | IT1 (14 Wo.)IT | — | Erstveröffentlichung: Februar 2006                       |
| 2008 | Musica moderna Capitol/EMI                          | IT1 (16 Wo.)IT | — | Erstveröffentlichung: 10. Oktober 2008                   |
| 2011 | Decadancing Capitol/EMI                             | IT1 Gold · (20 Wo.)IT | — | Erstveröffentlichung: 4. Oktober 2011 Verkäufe: + 30.000 |
| 2019 | Mina Fossati PDU/Sony                               | IT2 (15 Wo.)IT | CH26 (3 Wo.)CH | Erstveröffentlichung: 22. November 2019 mit Mina         |

grau schraffiert: keine Chartdaten aus diesem Jahr verfügbar

### Livealben
| Jahr | Titel                                        | Höchstplatzierung, Gesamtwochen, AuszeichnungChartsChartplatzierungen (Jahr, Titel, Platzierungen, Wochen, Auszeichnungen, Anmerkungen) | Anmerkungen                            |
| Jahr | Titel                                        | IT | Anmerkungen                            |
| ---- | -------------------------------------------- | --- | -------------------------------------- |
| 1993 | Dal vivo vol. 1 / Buontempo Epic             | IT14 (8 Wo.)IT |                                        |
| 1993 | Dal vivo vol. 2 / Carte da decifrare Epic    | IT8 (7 Wo.)IT |                                        |
| 2004 | Tour acustico, dal vivo vol. 3 Columbia/Sony | IT9 (15 Wo.)IT | Erstveröffentlichung: 15. Oktober 2004 |
| 2012 | Dopo tutto Live EMI                          | IT32 (8 Wo.)IT |                                        |

### Kompilationen
| Jahr | Titel                                          | Höchstplatzierung, Gesamtwochen, AuszeichnungChartsChartplatzierungen (Jahr, Titel, Platzierungen, Wochen, Auszeichnungen, Anmerkungen) | Anmerkungen                              |
| Jahr | Titel                                          | IT | Anmerkungen                              |
| ---- | ---------------------------------------------- | --- | ---------------------------------------- |
| 1998 | Time and Silence (Canzoni a raccolta) Columbia | IT14 (4 Wo.)IT | Erstveröffentlichung: Juni 1998          |
| 2006 | Ho sognato una strada Sony BMG                 | IT7 (14 Wo.)IT | Erstveröffentlichung: 15. September 2006 |
| 2016 | Contemporaneo Sony                             | IT30 (17 Wo.)IT | Erstveröffentlichung: 18. November 2016  |

### Singles
| Jahr | Titel Album                      | Höchstplatzierung, Gesamtwochen, AuszeichnungChartsChartplatzierungen (Jahr, Titel, Album, Platzierungen, Wochen, Auszeichnungen, Anmerkungen) | Anmerkungen                                          |
| Jahr | Titel Album                      | IT | Anmerkungen                                          |
| ---- | -------------------------------- | --- | ---------------------------------------------------- |
| 1972 | Jesahel Dolce acqua              | IT1 (16 Wo.)IT | B-Seite: King’s Road mit Delirium                    |
| 1972 | Haum! Dolce acqua                | IT10 (16 Wo.)IT | B-Seite: Movimento II: Dubbio mit Delirium           |
| 1979 | La mia banda suona il rock       | IT12 Platin · (19 Wo.)IT | B-Seite: …E di nuovo cambio casa Verkäufe: + 100.000 |
| 2004 | Mio fratello che guardi il mondo | IT4 (13 Wo.)IT |                                                      |
| 2013 | Carte da decifrare –             | IT36 (1 Wo.)IT |                                                      |

Weitere Singles
- 1971: Canto di Osanna / Deliriana (mit Delirium)
- 1972: Dolce acqua / Favola o storia del lago di Kriss (mit Delirium)
- 1972: Treno / È l’ora (mit Delirium)
- 1973: Il grande mare che avremmo traversato / All’ultimo amico
- 1973: È l’aurora / L’Africa (mit Oscar Prudente)
- 1974: Tema del lupo / Apri le braccia (mit Oscar Prudente)
- 1974: Cane di strada / Concerto di plenilunio in un castello di Stoccarda
- 1975: Goodbye Indiana
- 1977: Matto / La casa del serpente
- 1981: Panama / J’adore Venise
- 1981: La signora cantava il blues / Stazione
- 1983: La musica che gira intorno / I ragazzi cattivi
- 1983: Tico Palabra / Quante estati, quanti inverni
- 1988: Questi posti davanti al mare (mit Fabrizio De André und Francesco De Gregori)
- 1988: Terra dove andare / L’uomo coi capelli da ragazzo
- 1990: Lusitania / Panama / La musica che gira intorno
- 1992: La canzone popolare / Italiani d’Argentina / Terra dove andare / Una notte in Italia

## Belege
1. 1 2 3  Chartquellen (Alben):
  - Guido Racca: M&D Borsa Album 1964-2019. Selbstverlag, 2019, ISBN 978-1-09-470500-2, S. 173.
  - Guido Racca & Chartitalia: Top 100 FIMI Album. Lulu, 2013, S. 109.
  - Alben von Ivano Fossati. In: Italiancharts.com. Hung Medien, abgerufen am 28. November 2019.
2. ↑  Discographie Mina & Ivano Fossati. In: hitparade.ch. Hung Medien, abgerufen am 4. Dezember 2019.
3. 1 2  Certificazioni. FIMI, abgerufen am 24. Oktober 2023 (italienisch).
4. ↑  Chartquellen (Singles):
  - Guido Racca: M&D Borsa Singoli 1960-2019. Selbstverlag, 2019, ISBN 978-1-09-326490-6, S. 183, 216.
  - Guido Racca & Chartitalia: Top 100 FIMI Singoli. Lulu, 2013, S. 94.
  - Archivio classifiche Top Singoli. FIMI, abgerufen am 24. Oktober 2023 (italienisch).

| Personendaten    | Personendaten                                           |
| ---------------- | ------------------------------------------------------- |
| NAME             | Fossati, Ivano                                          |
| KURZBESCHREIBUNG | italienischer Cantautore (Liedermacher) und Rockmusiker |
| GEBURTSDATUM     | 21. September 1951                                      |
| GEBURTSORT       | Genua                                                   |